# Club Deportivo Pozoblanco
El Club Deportivo Pozoblanco es un club de fútbol español de la ciudad de Pozoblanco en la provincia de Córdoba. Fue fundado en 1926.

## Estadio
Su estadio es el Estadio Nuestra Señora de Luna con capacidad de 4000 espectadores.

## Histórico de Temporadas
Actualizado a 8 de abril de 2019
| Temporada   | División | Posición | Copa del Rey |
| ----------- | -------- | -------- | ------------ |
| 1956-57     | 3.ª      | 11º      |              |
| 1957-58     | 3.ª      | 17º      |              |
| 1958-59     | Regional | —        |              |
| 1959-60     | 3.ª      | 15º      |              |
| desde 60-61 | Regional | —        |              |
| hasta 79-80 | Regional | —        |              |
| 1980-81     | 3ª       | 6º       |              |
| 1981-82     | 3ª       | 16º      |              |
| 1982-83     | 3ª       | 4º       |              |
| 1983-84     | 3ª       | 9º       |              |
| 1984-85     | 3ª       | 6º       |              |
| 1985-86     | 3ª       | 5º       |              |
| 1986-87     | 3ª       | 18º      |              |
| 1987-88     | Regional | —        |              |
| 1988-89     | Regional | —        |              |
| 1989-90     | 3ª       | 5º       |              |
| 1990-91     | 3ª       | 5º       |              |
| 1991-92     | 3ª       | 7º       |              |
| 1992-93     | 3ª       | 10º      |              |
| 1993-94     | 3ª       | 18º      |              |
| 1994-95     | 3ª       | 1º       |              |
| 1995-96     | 3ª       | 8º       |              |
| 1996-97     | 3ª       | 9º       |              |
| 1997-98     | 3ª       | 16º      |              |

| Temporada | División          | Posición | Copa del Rey |
| --------- | ----------------- | -------- | ------------ |
| 1998-99   | 3ª                | 12º      |              |
| 1999-00   | 3ª                | 7º       |              |
| 2000-01   | 3ª                | 11º      |              |
| 2001-02   | 3ª                | 17º      |              |
| 2002-03   | Regional          | —        |              |
| 2003-04   | Regional          | —        |              |
| 2004-05   | 3ª                | 6º       |              |
| 2005-06   | 3ª                | 17º      |              |
| 2006-07   | 3ª                | 12º      |              |
| 2007-08   | 3ª                | 5º       |              |
| 2008-09   | 3ª                | 10º      |              |
| 2009-10   | 3ª                | 6º       |              |
| 2010-11   | 3ª                | 3º       |              |
| 2011-12   | 3ª                | 12º      |              |
| 2012-13   | 3ª                | 15º      |              |
| 2013-14   | 3ª                | 18º      |              |
| 2014-15   | 1ª Andaluza       | 5º       |              |
| 2015-16   | 1º Andaluza       | 4º       |              |
| 2016-17   | División de Honor | 8º       |              |
| 2017-18   | División de Honor | 6º       |              |
| 2018-19   | División de Honor | 3º       |              |
| 2019-20   | 3ª                | 18º      |              |
| 2020-21   | 3ª                | 8º / 6º  |              |

- 34 temporadas en Tercera División de España

## Palmarés
- Tercera División de España (1): 1994-95 (Gr. X).
- Copa Real Federación Andaluza de Fútbol (1): 2024-25.